# Tarḫunna

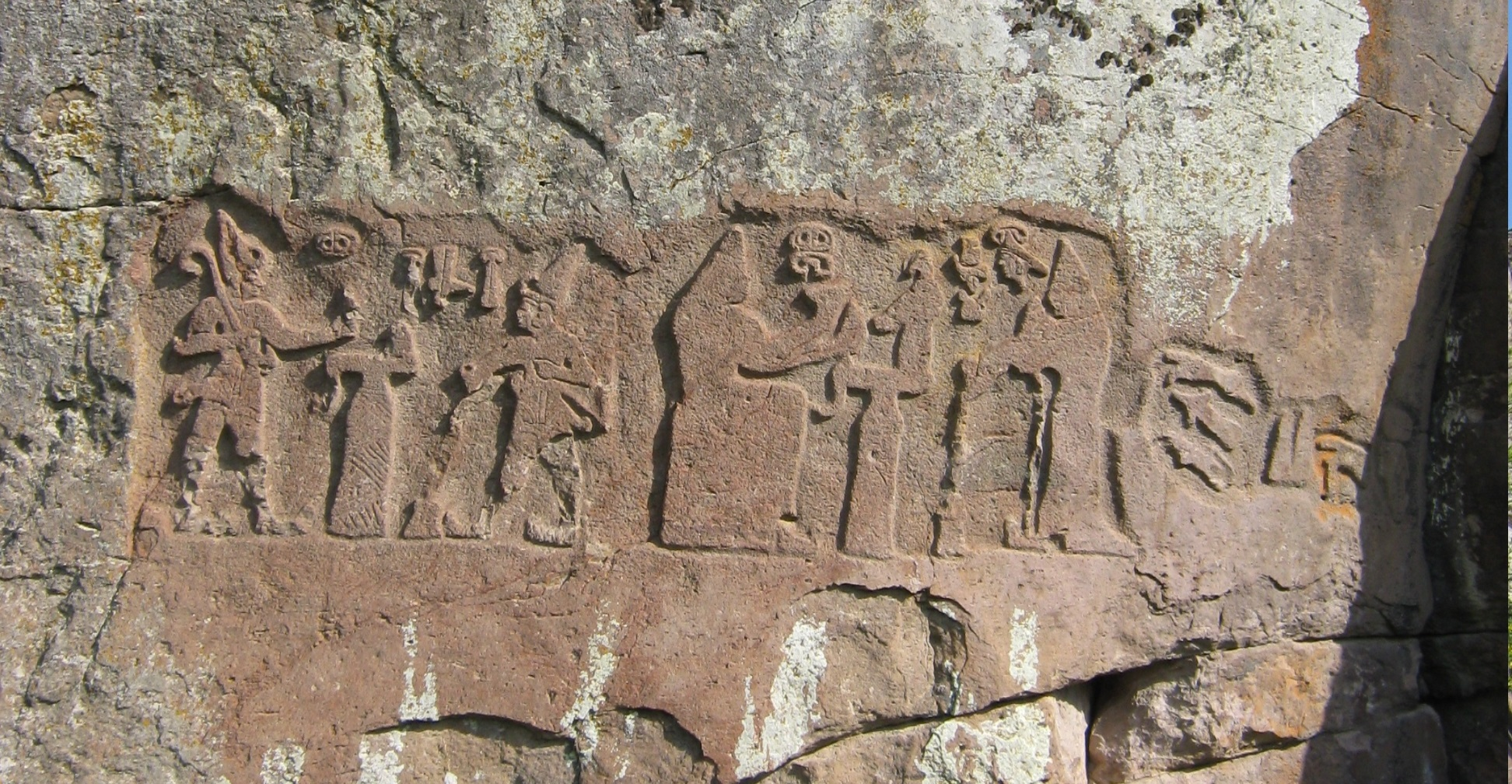
Ḫattušili und Puduḫepa opfern dem Wettergott und der Ḫebat, Felsrelief von Fıraktın (Tarḫunna steht ganz links).

Tarḫunna oder Tarḫuna/i war der hethitische Wettergott. Er wurde auch Wettergott des Himmels oder Herr des Landes Ḫatti genannt. Weitere anatolische Namen für ihn waren Taru (hattisch), Tarḫu(wa)nt- (luwisch), DEUS TONITRUS (Transkription der hieroglyphen-Luwischen Schriftzeichen), Zaparwa (palaisch), Trqqas/Trqqiz (lykisch) und Trquδe (dat.) (karisch)
Seine Entsprechungen im mesopotamisch-syrischen Raum waren Iškur (sumerisch), Adad/Hadad (akkadisch, syrisch) und Teššub (hurritisch).

## Funktion
Tarḫunna ist als Wettergott verantwortlich für verschiedene Erscheinungen des Wetters wie Donner, Blitz, Gewitter, Regen, Wolken und Stürme. Er herrscht zudem über den Himmel und die Berge. Da es Tarḫunna ist, der mit seinem Regen über fruchtbare Felder oder Dürre, über gute Ernten oder Hungersnöte entscheidet, wurde er von den Hethitern an die Spitze ihres Pantheons gestellt.
Der Wettergott Tarḫunna gibt dem hethitischen Großkönig sein Amt im Sinne eines „Verwalters“ des Landes Ḫatti im Namen der Götter. Auch wacht er neben dem Königtum über die anderen Institutionen des Staates, aber auch über die Unantastbarkeit von Grenz- und Wegverläufen.

## Familie
Tarḫunna ist der Ehemann der Sonnengöttin von Arinna. Seine Kinder sind die Götter Telipinu und Kammamma, die Göttinnen Mezulla und Inara, der Wettergott von Zippalanda und der Wettergott von Nerik.
Durch die Gleichsetzung mit dem hurritischen Teššub ist Tarḫunna auch der Partner der mit der Sonnengöttin von Arinna synkretisierten Ḫebat sowie Vater des Gottes Šarrumma und der Göttin Allanzu und Großvater der Kunzišalli. Seine Geschwister sind Šuwaliyat (in Gleichsetzung mit dem hurritischen Tašmišu) und die Flussgöttin Aranzaḫ.

## Darstellung
Der Wettergott Tarḫunna war der Hauptgott der Hethiter und führt im Felsheiligtum von Yazılıkaya die Reihe der männlichen Gottheiten an. Dargestellt ist er dort als bärtiger Mann mit Spitzmütze und Zepter, der auf den gebeugten Berggöttern Namni und Ḫazzi steht. Er hält ein dreistrangiges Blitzbündel in der Hand. Auf dem hethitischen Felsrelief von İvriz ist „Tarhunza des Weinberges“ mit doppelter Hörnerkrone, Schnabelschuhen, Kornähren und Weintrauben abgebildet. Spätere Darstellungen zeigen ihn mit einer Streitaxt in der Form einer Dechsel. Ein Trankopfer für den Wettergott wird auf einem silbernen Faustgefäß (14. Jh. v. Chr.) dargestellt.

## Spätere Verehrung
In der Eisenzeit wurde Tarḫunna von den luwischen Neo-Hethitern unter dem Namen Tarhunza verehrt. Die Lykier kannten ihn unter dem Namen Trqqas/Trqqiz. Für die Karer ist er in der Opferformel trquδe („dem Tarḫunt“) belegt.
Sogar noch in römischer Zeit fanden sich in Südanatolien Personennamen wie Trokondas, was auf Tarḫunt zurückgeht.